# Castel Capuano
A Castel Capuano egy vár Nápolyban. Nevét onnan kapta, hogy a Capua felé vezető út mentén épült, a Via Tribunali keleti végében. Hosszú ideig a nápolyi bíróság székhelye volt, amíg át nem költöztették a Centro Direzionaleban felépített új épületbe. Ma a rendőrség egyik székhelye.

## Leírása
Az épületet a 12. században I. Vilmos, Normann Roger fia építtette, a Nápolyi Királyság első uralkodója. A Hohenstauf-házból származó II. Frigyes német-római császár tovább bővítette és királyi rezidenciává tette. A 16. század során, Pedro Alvarez de Toledo spanyol alkirály ide telepítette az államigazgatási és bírósági hivatalokat, így alakult át Bírósági Csarnokká (helyi megnevezése Vicaria). Alagsorát börtönként használták. A bejárat felett V. Károly címere látható, aki 1535-ben Nápolyban járt.
Az utolsó átépítések során (1860-ban) elvesztette az eredeti külsejét.

## Sommaria-kápolna
A Sommaria egy reneszánsz stílusú kápolna. 1540-ben épült Don Pedro de Toledo alkirály kérésére. A kápolnát Pedro Rubiales, Giorgio Vasari tanítványának freskói díszítik.